# Gumersindo Soto Barros
Gumersindo Soto Barros (ur. 21 października 1869 w San Mamed, zm. 29 lipca 1936 w Calandzie) – hiszpański dominikanin, męczennik i błogosławiony Kościoła katolickiego.

## Życiorys
Pod koniec maja 1903 roku złożył profesję zakonną. Był profesorem w dziedzinie matematyki. Zginął w czasie wojny domowej w Hiszpanii wraz z sześcioma towarzyszami. Beatyfikował go papież Jan Paweł II w grupie 233 męczenników 11 marca 2001 roku.